# François Bonneau (homme politique, 1953)
Pour les articles homonymes, voir François Bonneau.
 (juin 2019).
Si vous disposez d'ouvrages ou d'articles de référence ou si vous connaissez des sites web de qualité traitant du thème abordé ici, merci de compléter l'article en donnant les références utiles à sa vérifiabilité et en les liant à la section « Notes et références ».
François Bonneau, né le 12 octobre 1953 à Amilly (Loiret), est un homme politique français, président de la région Centre-Val de Loire depuis le 7 septembre 2007.
Titulaire d'un diplôme d'études approfondies de lettres modernes obtenu à l'université d'Orléans, il commence sa carrière professionnelle comme conseiller d'orientation.
Il a successivement été vice-président de la communauté d’agglomération montargoise (1989-1995) et conseiller municipal de Montargis (2001-2008). Conseiller régional depuis 1998, il a présidé le groupe socialiste au conseil régional du Centre de 2000 à 2007 puis a été vice-président chargé de l'éducation de 2004 à 2007. Le 7 septembre 2007, il est élu président du conseil régional à la suite de la démission de Michel Sapin.

## Biographie

### Formation et carrière professionnelle
Il quitte le Loiret pour la faculté de Nice où il poursuit des études de Lettres[Quand ?]. De retour à Orléans, il décroche un DEA de Lettres. Après avoir été brièvement professeur vacataire, il devient conseiller d'orientation, puis chef d’établissement. Il a enseigné pendant 9 ans en zone d'éducation prioritaire.

### Carrière politique
En 1977, François Bonneau adhère au parti socialiste. Il siège dès 1983 au conseil municipal de Montargis dans les rangs de l’opposition. Six ans plus tard, il devient adjoint et vice-président de la communauté d'agglomération montargoise lorsque le Parti communiste et ses alliés s’emparent de la mairie. Il conservera ce poste jusqu'en 2001, date à laquelle la coalition de gauche perd la mairie de Montargis. La liste socialiste sur laquelle il figure échoue dès le premier tour à reprendre la mairie en 2008 et n'obtient que 3 sièges.
Il se présente aux élections législatives de 1997, mais, devancé par le Front national, il est éliminé dès le premier tour. En 2007, il est largement défait, avec à peine 21 % des voix, par le député sortant Jean-Pierre Door, ce dernier étant facilement réélu au premier tour avec plus de 51 % des suffrages.
Il est élu une première fois conseiller régional du Centre en 1998. En 2004, il conduit la liste PS dans le département du Loiret. Michel Sapin étant réélu, il devient vice-président chargé des lycées et de l’action éducative. En 2007, à la suite de la démission de Michel Sapin qui a été élu député, François Bonneau est désigné président de la région Centre-Val de Loire par ses pairs. Il est, en 2010, réélu président de la région Centre avec 50,01 % des suffrages exprimés devant Hervé Novelli (UMP, 36,46 %) et Philippe Loiseau (FN, 13,54 %).
En 2011, lors des primaires il apporte son soutien à Martine Aubry. Il est alors membre de son comité de campagne et est chargé des collectivités territoriales.
Il est candidat à un troisième mandat à l'occasion de l'élection régionale de 2015 en Centre-Val de Loire, où il est réélu au second tour.
Durant son mandat il crée le premier Conseil Régional du Numérique en présence de Mounir Mahjoubi qui regroupe des experts du numérique de la Région Centre comme Julien Dargaisse créateur d'Interview App, Pascal Grégoire, Président du Syntec Numérique, Mickael Clément du CEFIM, Sébastien Forest créateur d'Allo Resto...
En 2021, se présentant à nouveau, il arrive en tête lors du premier tour devant Aleksandar Nikolic, représentant du Rassemblement National. Il est réélu avec 39 % des voix devant le candidat des Républicains Nicolas Forissier (22,7 %), Aleksandar Nikolic pour le Rassemblement national (22,4%) et Marc Fesneau, ministre chargé des relations avec le Parlement et représentant de la majorité présidentielle En Marche (16,1%).

## Synthèse des fonctions et mandats

### Carrière municipale
- 1983-1989 : conseiller municipal de Montargis
- 1989-2001 : Maire adjoint de Montargis
- 1989-1995 : Vice-président de la communauté d’agglomération montargoise
- 2001-2008 : conseiller municipal de Montargis

### Carrière régionale
- 1998-2004 : conseiller régional du Centre
- 2000-2004 : président du groupe socialiste et radical du Conseil régional du Centre
- 2004-2007 : vice-président du Conseil régional du Centre, chargé de l’éducation et des lycées
- 2004-2007 : président du groupe socialiste et radical du Conseil régional du Centre
- depuis 2007 : président du conseil régional du Centre

### Autres fonctions
- Vice-président délégué de l’association des régions de France (ARF)
- Président de la commission éducation de l’ARF
- Membre du comité de pilotage de la concertation « Refondons l’école de la République » (07-2012) * * Membre du haut conseil à l’égalité entre les femmes et les hommes (02-2013)
- Membre du Conseil national économie emploi (2010-2013)
- Principal du collège Robert Schuman (Amilly) jusqu'en 2013.
- Président du groupe-pays Maroc de Cités Unies France[4].